# Vingt-troisième district congressionnel du Texas
Le 23e district congressionnel du Texas s'étend sur la partie sud-ouest du Texas. C'est une circonscription à majorité hispanique et elle est représentée par le Républicain Tony Gonzales depuis 2021.
Le 23e district longe la majeure partie de la frontière du Texas avec le Mexique, au nord du Rio Grande. Il s'étend de l'ouest de San Antonio à El Paso, englobant de nombreux chefs-lieux de comté et villes d'importance économique régionale.
Le district est majoritairement rural. Faire campagne est difficile en raison de sa taille et de ses influences disparates ; la densité de population est l'une des plus faibles de tous les districts congressionnels. Les activités économiques comprennent l'agriculture, l'élevage, l'extraction de pétrole et de minéraux ; également les loisirs, l'industrie manufacturière et le tourisme, car il englobe l'ensemble du Parc national de Big Bend et du Parc d'État de Big Bend Ranch.
L'itération des années 2010 de ce district était la seule aux États-Unis à voter pour le candidat Républicain à la présidence en 2012, à se tourner vers le candidat Démocrate à la présidentielle en 2016, puis à revenir au candidat Républicain en 2020.

## Histoire

### Elections de 1967 à 1992
Ce district a été créé en 1967, à la suite de l'adoption du Voting Rights Act de 1965. De plus, il a fait suite à l'affaire Wesberry v. Sanders, ce qui a entraîné le rejet de la précédente carte congressionnelle du Texas. Les Démocrates ont occupé le district jusqu'en 1993.

### Elections de 1992 à 2002
À la suite du recensement de 1990, en 1992, la Législature du Texas a créé le nouveau 28e district, principalement à partir de la partie orientale du 23e. Dans le processus, la législature a quitté une section fortement républicaine de l'ouest de San Antonio dans le 23e. Le Républicain Henry Bonilla a battu le Représentant sortant Albert Bustamante pour occuper le siège en 1992.
Bien que le 23e soit légèrement Démocrate sur le papier, Bonilla a eu un bilan électoral très conservateur. En grande partie à cause de sa popularité à San Antonio, il n'a fait face à aucun challenger crédible avant 2002, lorsque l'ancien Secrétaire d'État Démocrate du Texas, Henry Cuellar, a failli le renverser à deux points.

## Démographie
Selon les outils de profil des électeurs de l'APM Research Lab (présentant l'enquête sur la communauté américaine 2019 du Bureau du recensement des États-Unis), le district comptait environ 511 000 électeurs potentiels (citoyens âgés de 18 ans et plus). Parmi eux, 64 % sont Latinos, tandis que 29 % sont Blancs. Un électeur potentiel sur dix est né en dehors des États-Unis et est désormais citoyen naturalisé. Le revenu médian des ménages (avec un ou plusieurs électeurs potentiels) du district est d'environ 61 800 dollars, tandis que 11 % des ménages vivent en dessous du seuil de pauvreté. Quant au niveau de scolarité des électeurs potentiels de la circonscription, 17 % des 25 ans et plus n'ont pas obtenu de diplôme d'études secondaires, tandis que 23 % sont titulaires d'un baccalauréat ou d'un diplôme supérieur.

## Historique de vote
| Année | Poste                 | Résultats               |
| ----- | --------------------- | ----------------------- |
| 2014  | Sénat                 | Cornyn 65,0 % - 35,0 %  |
| 2014  | Gouverneur            | Abbott 61,0 % - 39,0 %  |
| 2016  | Président             | Trump 50,0 % - 46,0 %   |
| 2018  | Sénat                 | Cruz 51,0 % - 49,0 %    |
| 2018  | Gouverneur            | Abbott 56,0 % - 42,0 %  |
| 2018  | Lieutenant Gouverneur | Patrick 52,0 % - 46,0 % |
| 2018  | Procureur Général     | Paxton 50,0 % - 47,0 %  |
| 2020  | Président             | Trump 53,0 % - 46,0 %   |
| 2020  | Sénat                 | Cornyn 54,0 % - 43,0 %  |
| 2022  | Gouverneur            | Abbott 54,0 % - 44,0 %  |
| 2022  | Lieutenant Gouverneur | Patrick 54,0 % - 43,0 % |
| 2022  | Procureur Général     | Paxton 53,0 % - 44,0 %  |

## Liste des Représentants du district
| Membre                             | Parti       | Années                          | Congrès     | Histoire électorale | Zone géographique |
| ---------------------------------- | ----------- | ------------------------------- | ----------- | --- | --- |
| District établit le 3 janvier 1967 |             |                                 |             | | |
| Abraham Kazn Jr. (en)              | Démocrate   | 3 janvier 1967 - 3 janvier 1985 | 90e - 98e   | Élu en 1966. Réélu en 1968. Réélu en 1970. Réélu en 1972. Réélu en 1974. Réélu en 1976. Réélu en 1978. Réélu en 1980. Réélu en 1982. Perd sa renomination. | 1967–1969 |
| Abraham Kazn Jr. (en)              | Démocrate   | 3 janvier 1967 - 3 janvier 1985 | 90e - 98e   | Élu en 1966. Réélu en 1968. Réélu en 1970. Réélu en 1972. Réélu en 1974. Réélu en 1976. Réélu en 1978. Réélu en 1980. Réélu en 1982. Perd sa renomination. | 1969–1973 |
| Abraham Kazn Jr. (en)              | Démocrate   | 3 janvier 1967 - 3 janvier 1985 | 90e - 98e   | Élu en 1966. Réélu en 1968. Réélu en 1970. Réélu en 1972. Réélu en 1974. Réélu en 1976. Réélu en 1978. Réélu en 1980. Réélu en 1982. Perd sa renomination. | 1973–1975 |
| Abraham Kazn Jr. (en)              | Démocrate   | 3 janvier 1967 - 3 janvier 1985 | 90e - 98e   | Élu en 1966. Réélu en 1968. Réélu en 1970. Réélu en 1972. Réélu en 1974. Réélu en 1976. Réélu en 1978. Réélu en 1980. Réélu en 1982. Perd sa renomination. | 1975–1983 |
| Abraham Kazn Jr. (en)              | Démocrate   | 3 janvier 1967 - 3 janvier 1985 | 90e - 98e   | Élu en 1966. Réélu en 1968. Réélu en 1970. Réélu en 1972. Réélu en 1974. Réélu en 1976. Réélu en 1978. Réélu en 1980. Réélu en 1982. Perd sa renomination. | 1983–1985 |
| Albert Bustamante (en)             | Démocrate   | 3 janvier 1985 - 3 janvier 1993 | 99e - 102e  | Élu en 1984. Réélu en 1986. Réélu en 1988. Réélu en 1990. Perd sa réélection.                                                                              | 1985–1993 |
| Henry Bonilla (en)                 | Républicain | 3 janvier 1993 - 3 janvier 2007 | 103e - 109e | Élu en 1992. Réélu en 1994. Réélu en 1996. Réélu en 1998. Réélu en 2000. Réélu en 2002. Réélu en 2004. Perd sa réélection.                                 | 1993–2003 Brewster, Crane, Crockett, Culberson, Dimmit, Edwards, Hudspeth, Jeff Davis, Kinney, Loving, Maverick, Medina, Pecos, Presidio, Reagan, Reeves, Sutton, Terrell, Upton, Uvalde, Val Verde, Ward, Webb, Winkler et Zavala; parties de Bexar, Ector, El Paso et Midland                     |
| Henry Bonilla (en)                 | Républicain | 3 janvier 1993 - 3 janvier 2007 | 103e - 109e | Élu en 1992. Réélu en 1994. Réélu en 1996. Réélu en 1998. Réélu en 2000. Réélu en 2002. Réélu en 2004. Perd sa réélection.                                 | 2003–2005 Brewster, Crockett, Culberson, Dimmit, Edwards, Hudspeth, Jeff Davis, Kinney, Maverick, Medina, Pecos, Presidio, Reagan, Real, Reeves, Sutton, Terrell, Upton, Uvalde, Val Verde, Webb et Zavala; parties de Bexar et El Paso                                                             |
| Henry Bonilla (en)                 | Républicain | 3 janvier 1993 - 3 janvier 2007 | 103e - 109e | Élu en 1992. Réélu en 1994. Réélu en 1996. Réélu en 1998. Réélu en 2000. Réélu en 2002. Réélu en 2004. Perd sa réélection.                                 | 2005–2007 Bandera, Brewster, Crockett, Culberson, Dimmit, Edwards, Hudspeth, Jeff Davis, Kendall, Kerr, Kinney, Maverick, Medina, Pecos, Presidio, Real, Reeves, Terrell, Uvalde, Val Verde et Zavala; parties de Bexar, El Paso, Sutton et Webb                                                    |
| Ciro Rodriguez                     | Démocrate   | 3 janvier 2007 - 3 janvier 2011 | 110e , 111e | Élu en 2006. Réélu en 2008. Perd sa réélection. | 2007–2013 Brewster, Crockett, Culberson, Dimmit, Edwards, Hudspeth, Jeff Davis, Kinney, Maverick, Medina, Pecos, Presidio, Reeves, Terrell, Uvalde, Val Verde et Zavala; parties de Bexar, El Paso et Sutton                                                                                        |
| Quico Canseco (en)                 | Républicain | 3 janvier 2011 - 3 janvier 2013 | 112e        | Élu en 2010. Perd sa réélection. | 2007–2013 Brewster, Crockett, Culberson, Dimmit, Edwards, Hudspeth, Jeff Davis, Kinney, Maverick, Medina, Pecos, Presidio, Reeves, Terrell, Uvalde, Val Verde et Zavala; parties de Bexar, El Paso et Sutton                                                                                        |
| Pete Gallego                       | Démocrate   | 3 janvier 2013 - 3 janvier 2015 | 113e        | Élu en 2012. Perd sa réélection. | 2013–2023 Brewster, Crane, Crockett, Culberson, Dimmit, Edwards, Frio, Hudspeth, Jeff Davis, Kinney, Loving, Maverick, Medina, Pecos, Presidio, Reagan, Reeves, Schleicher, Sutton, Terrell, Upton, Uvalde, Val Verde, Ward, Winkler et Zavala; parties de Bexar, El Paso et La Salle               |
| Will Hurd                          | Républicain | 3 janvier 2015 - 3 janvier 2021 | 114e - 116e | Élu en 2014. Réélu en 2016. Réélu en 2018. Retrait. | 2013–2023 Brewster, Crane, Crockett, Culberson, Dimmit, Edwards, Frio, Hudspeth, Jeff Davis, Kinney, Loving, Maverick, Medina, Pecos, Presidio, Reagan, Reeves, Schleicher, Sutton, Terrell, Upton, Uvalde, Val Verde, Ward, Winkler et Zavala; parties de Bexar, El Paso et La Salle               |
| Tony Gonzales                      | Républicain | 3 janvier 2021 - Présent        | 117e , 118e | Élu en 2020. Réélu en 2022. Réélu en 2024. | 2013–2023 Brewster, Crane, Crockett, Culberson, Dimmit, Edwards, Frio, Hudspeth, Jeff Davis, Kinney, Loving, Maverick, Medina, Pecos, Presidio, Reagan, Reeves, Schleicher, Sutton, Terrell, Upton, Uvalde, Val Verde, Ward, Winkler et Zavala; parties de Bexar, El Paso et La Salle               |
| Tony Gonzales                      | Républicain | 3 janvier 2021 - Présent        | 117e , 118e | Élu en 2020. Réélu en 2022. Réélu en 2024. | 2023–Présent Bexar (en partie), Brewster, Crane, Crockett, Culberson, Dimmit, Edwards, El Paso (en partie), Frio, Hudspeth, Jeff Davis, Kinney, La Salle, Loving, Maverick, Medina, Pecos, Presidio, Reagan, Reeves, Schleicher, Sutton, Terrell, Upton, Uvalde, Val Verde, Ward, Winkler et Zavala |

## Résultats des récentes élections
Voici les résultats des dix précédents cycles électoraux dans le district.

### 2004
| Élection de 2004 du 23e district congressionnel du Texas | Élection de 2004 du 23e district congressionnel du Texas | Élection de 2004 du 23e district congressionnel du Texas | Élection de 2004 du 23e district congressionnel du Texas | Élection de 2004 du 23e district congressionnel du Texas |
| -------------------------------------------------------- | -------------------------------------------------------- | -------------------------------------------------------- | -------------------------------------------------------- | -------------------------------------------------------- |
| Parti                                                    | Parti                                                    | Candidat                                                 | Votes                                                    | %                                                        |
|                                                          | Républicain                                              | Henry Bonilla (en) (sortant)                             | 170 716                                                  | 69,3                                                     |
|                                                          | Démocrate                                                | Joe Sullivan                                             | 72 480                                                   | 29,4                                                     |
|                                                          | Libertarien                                              | Nazirite Perez                                           | 3307                                                     | 1,3                                                      |
| Total des votes                                          | Total des votes                                          | Total des votes                                          | 246 503                                                  | 100 %                                                    |
|                                                          | Les Républicains conservent                              |                                                          |                                                          |                                                          |

### 2006
| Élection de 2006 du 23e district congressionnel du Texas | Élection de 2006 du 23e district congressionnel du Texas | Élection de 2006 du 23e district congressionnel du Texas | Élection de 2006 du 23e district congressionnel du Texas | Élection de 2006 du 23e district congressionnel du Texas |
| -------------------------------------------------------- | -------------------------------------------------------- | -------------------------------------------------------- | -------------------------------------------------------- | -------------------------------------------------------- |
| Parti                                                    | Parti                                                    | Candidat                                                 | Votes                                                    | %                                                        |
|                                                          | Démocrate                                                | Ciro Rodriguez                                           | 38 256                                                   | 54,3                                                     |
|                                                          | Républicain                                              | Henry Bonilla (en) (sortant)                             | 32 217                                                   | 45,7                                                     |
| Total des votes                                          | Total des votes                                          | Total des votes                                          | 70 473                                                   | 100 %                                                    |
|                                                          | Les Démocrates prennent aux Républicains                 |                                                          |                                                          |                                                          |

### 2008
| Élection de 2008 du 23e district congressionnel du Texas | Élection de 2008 du 23e district congressionnel du Texas | Élection de 2008 du 23e district congressionnel du Texas | Élection de 2008 du 23e district congressionnel du Texas | Élection de 2008 du 23e district congressionnel du Texas |
| -------------------------------------------------------- | -------------------------------------------------------- | -------------------------------------------------------- | -------------------------------------------------------- | -------------------------------------------------------- |
| Parti                                                    | Parti                                                    | Candidat                                                 | Votes                                                    | %                                                        |
|                                                          | Démocrate                                                | Ciro Rodriguez (sortant)                                 | 134 090                                                  | 55,8                                                     |
|                                                          | Républicain                                              | Lyle Larson                                              | 100 799                                                  | 41,9                                                     |
|                                                          | Libertarien                                              | Lani Connolly                                            | 5581                                                     | 2,3                                                      |
| Total des votes                                          | Total des votes                                          | Total des votes                                          | 240 470                                                  | 100 %                                                    |
|                                                          | Les Démocrates conservent                                |                                                          |                                                          |                                                          |

### 2010
| Élection de 2010 du 23e district congressionnel du Texas, | Élection de 2010 du 23e district congressionnel du Texas, | Élection de 2010 du 23e district congressionnel du Texas, | Élection de 2010 du 23e district congressionnel du Texas, | Élection de 2010 du 23e district congressionnel du Texas, |
| --------------------------------------------------------- | --------------------------------------------------------- | --------------------------------------------------------- | --------------------------------------------------------- | --------------------------------------------------------- |
| Parti                                                     | Parti                                                     | Candidat                                                  | Votes                                                     | %                                                         |
|                                                           | Républicain                                               | Quico Canseco (en)                                        | 74 853                                                    | 49,4                                                      |
|                                                           | Démocrate                                                 | Ciro Rodriguez (sortant)                                  | 67 348                                                    | 44,4                                                      |
|                                                           | Indépendant                                               | Craig Stephens                                            | 5432                                                      | 3,6                                                       |
|                                                           | Libertarien                                               | Martin Nitschke                                           | 2482                                                      | 1,6                                                       |
|                                                           | Vert                                                      | Ed Scharf                                                 | 1419                                                      | 0,9                                                       |
| Total des votes                                           | Total des votes                                           | Total des votes                                           | 151 534                                                   | 100 %                                                     |
|                                                           | Les Républicains prennent aux Démocrates                  |                                                           |                                                           |                                                           |

### 2012
| Élection de 2012 du 23e district congressionnel du Texas | Élection de 2012 du 23e district congressionnel du Texas | Élection de 2012 du 23e district congressionnel du Texas | Élection de 2012 du 23e district congressionnel du Texas | Élection de 2012 du 23e district congressionnel du Texas |
| -------------------------------------------------------- | -------------------------------------------------------- | -------------------------------------------------------- | -------------------------------------------------------- | -------------------------------------------------------- |
| Parti                                                    | Parti                                                    | Candidat                                                 | Votes                                                    | %                                                        |
|                                                          | Démocrate                                                | Pete Gallego                                             | 96 676                                                   | 50,3                                                     |
|                                                          | Républicain                                              | Quico Canseco (en) (sortant)                             | 87 547                                                   | 45,6                                                     |
|                                                          | Libertarien                                              | Jeffrey C. Blunt                                         | 5841                                                     | 3,0                                                      |
|                                                          | Vert                                                     | Ed Scharf                                                | 2105                                                     | 1,1                                                      |
| Total des votes                                          | Total des votes                                          | Total des votes                                          | 192 169                                                  | 100 %                                                    |
|                                                          | Les Démocrates prennent aux Républicains                 |                                                          |                                                          |                                                          |

### 2014
| Élection de 2014 du 23e district congressionnel du Texas | Élection de 2014 du 23e district congressionnel du Texas | Élection de 2014 du 23e district congressionnel du Texas | Élection de 2014 du 23e district congressionnel du Texas | Élection de 2014 du 23e district congressionnel du Texas |
| -------------------------------------------------------- | -------------------------------------------------------- | -------------------------------------------------------- | -------------------------------------------------------- | -------------------------------------------------------- |
| Parti                                                    | Parti                                                    | Candidat                                                 | Votes                                                    | %                                                        |
|                                                          | Républicain                                              | Will Hurd                                                | 57 459                                                   | 49,8                                                     |
|                                                          | Démocrate                                                | Pete Gallego (sortant)                                   | 55 037                                                   | 47,7                                                     |
|                                                          | Libertarien                                              | Ruben Corvalan                                           | 2933                                                     | 2,5                                                      |
| Total des votes                                          | Total des votes                                          | Total des votes                                          | 115 429                                                  | 100 %                                                    |
|                                                          | Les Républicains prennent aux Démocrates                 |                                                          |                                                          |                                                          |

### 2016
| Élection de 2016 du 23e district congressionnel du Texas | Élection de 2016 du 23e district congressionnel du Texas | Élection de 2016 du 23e district congressionnel du Texas | Élection de 2016 du 23e district congressionnel du Texas | Élection de 2016 du 23e district congressionnel du Texas |
| -------------------------------------------------------- | -------------------------------------------------------- | -------------------------------------------------------- | -------------------------------------------------------- | -------------------------------------------------------- |
| Parti                                                    | Parti                                                    | Candidat                                                 | Votes                                                    | %                                                        |
|                                                          | Républicain                                              | Will Hurd (sortant)                                      | 110 577                                                  | 48,3                                                     |
|                                                          | Démocrate                                                | Pete Gallego                                             | 107 526                                                  | 47,0                                                     |
|                                                          | Libertarien                                              | Ruben Corvalan                                           | 10 862                                                   | 4,7                                                      |
| Total des votes                                          | Total des votes                                          | Total des votes                                          | 228 965                                                  | 100 %                                                    |
|                                                          | Les Républicains conservent                              |                                                          |                                                          |                                                          |

### 2018
| Élection de 2018 du 23e district congressionnel du Texas | Élection de 2018 du 23e district congressionnel du Texas | Élection de 2018 du 23e district congressionnel du Texas | Élection de 2018 du 23e district congressionnel du Texas | Élection de 2018 du 23e district congressionnel du Texas |
| -------------------------------------------------------- | -------------------------------------------------------- | -------------------------------------------------------- | -------------------------------------------------------- | -------------------------------------------------------- |
| Parti                                                    | Parti                                                    | Candidat                                                 | Votes                                                    | %                                                        |
|                                                          | Républicain                                              | Will Hurd (sortant)                                      | 103 285                                                  | 49,2                                                     |
|                                                          | Démocrate                                                | Gina Ortiz Jones                                         | 102 359                                                  | 48,7                                                     |
|                                                          | Libertarien                                              | Ruben Corvalan                                           | 4425                                                     | 2,1                                                      |
| Total des votes                                          | Total des votes                                          | Total des votes                                          | 210 069                                                  | 100 %                                                    |
|                                                          | Les Républicains conservent                              |                                                          |                                                          |                                                          |

### 2020
| Élection de 2020 du 23e district congressionnel du Texas | Élection de 2020 du 23e district congressionnel du Texas | Élection de 2020 du 23e district congressionnel du Texas | Élection de 2020 du 23e district congressionnel du Texas | Élection de 2020 du 23e district congressionnel du Texas |
| -------------------------------------------------------- | -------------------------------------------------------- | -------------------------------------------------------- | -------------------------------------------------------- | -------------------------------------------------------- |
| Parti                                                    | Parti                                                    | Candidat                                                 | Votes                                                    | %                                                        |
|                                                          | Républicain                                              | Tony Gonzales                                            | 149 395                                                  | 50,6                                                     |
|                                                          | Démocrate                                                | Gina Ortiz Jones                                         | 137 693                                                  | 46,6                                                     |
|                                                          | Libertarien                                              | Beto Villela                                             | 8369                                                     | 2,8                                                      |
| Total des votes                                          | Total des votes                                          | Total des votes                                          | 295 457                                                  | 100 %                                                    |
|                                                          | Les Républicains conservent                              |                                                          |                                                          |                                                          |

### 2022
| Primaire Républicaine de 2022 du 23e district congressionnel du Texas | Primaire Républicaine de 2022 du 23e district congressionnel du Texas | Primaire Républicaine de 2022 du 23e district congressionnel du Texas | Primaire Républicaine de 2022 du 23e district congressionnel du Texas | Primaire Républicaine de 2022 du 23e district congressionnel du Texas |
| --------------------------------------------------------------------- | --------------------------------------------------------------------- | --------------------------------------------------------------------- | --------------------------------------------------------------------- | --------------------------------------------------------------------- |
| Parti                                                                 | Parti                                                                 | Candidat                                                              | Votes                                                                 | %                                                                     |
|                                                                       | Républicain                                                           | Tony Gonzales (sortant)                                               | 37 212                                                                | 78,0                                                                  |
|                                                                       | Républicain                                                           | Alma Arredondo-Lynch                                                  | 7261                                                                  | 15,2                                                                  |
|                                                                       | Républicain                                                           | Alia Garcia-Ureste                                                    | 3235                                                                  | 6,8                                                                   |

| Primaire Démocrate de 2022 du 23e district congressionnel du Texas | Primaire Démocrate de 2022 du 23e district congressionnel du Texas | Primaire Démocrate de 2022 du 23e district congressionnel du Texas | Primaire Démocrate de 2022 du 23e district congressionnel du Texas | Primaire Démocrate de 2022 du 23e district congressionnel du Texas |
| ------------------------------------------------------------------ | ------------------------------------------------------------------ | ------------------------------------------------------------------ | ------------------------------------------------------------------ | ------------------------------------------------------------------ |
| Parti                                                              | Parti                                                              | Candidat                                                           | Votes                                                              | %                                                                  |
|                                                                    | Démocrate                                                          | John Lira                                                          | 19 816                                                             | 55,9                                                               |
|                                                                    | Démocrate                                                          | Priscilla Golden                                                   | 15 664                                                             | 44,1                                                               |

| Élection de 2022 du 23e district congressionnel du Texas | Élection de 2022 du 23e district congressionnel du Texas | Élection de 2022 du 23e district congressionnel du Texas | Élection de 2022 du 23e district congressionnel du Texas | Élection de 2022 du 23e district congressionnel du Texas |
| -------------------------------------------------------- | -------------------------------------------------------- | -------------------------------------------------------- | -------------------------------------------------------- | -------------------------------------------------------- |
| Parti                                                    | Parti                                                    | Candidat                                                 | Votes                                                    | %                                                        |
|                                                          | Républicain                                              | Tony Gonzales (sortant)                                  | 116 649                                                  | 55,9                                                     |
|                                                          | Démocrate                                                | John Lira                                                | 80 947                                                   | 38,8                                                     |
|                                                          | Indépendant                                              | Francisco Lopez                                          | 11 180                                                   | 5,4                                                      |
| Total des votes                                          | Total des votes                                          | Total des votes                                          | 208 776                                                  | 100 %                                                    |
|                                                          | Les Républicains conservent                              |                                                          |                                                          |                                                          |

### 2024
| Primaire Républicaine de 2024 du 23e district congressionnel du Texas | Primaire Républicaine de 2024 du 23e district congressionnel du Texas | Primaire Républicaine de 2024 du 23e district congressionnel du Texas | Primaire Républicaine de 2024 du 23e district congressionnel du Texas | Primaire Républicaine de 2024 du 23e district congressionnel du Texas |
| --------------------------------------------------------------------- | --------------------------------------------------------------------- | --------------------------------------------------------------------- | --------------------------------------------------------------------- | --------------------------------------------------------------------- |
| Parti                                                                 | Parti                                                                 | Candidat                                                              | Votes                                                                 | %                                                                     |
|                                                                       | Républicain                                                           | Tony Gonzales (sortant)                                               | 25 988                                                                | 45,1                                                                  |
|                                                                       | Républicain                                                           | Brandon Herrera                                                       | 14 201                                                                | 24,6                                                                  |
|                                                                       | Républicain                                                           | Julie Clark                                                           | 7994                                                                  | 13,9                                                                  |
|                                                                       | Républicain                                                           | Francisco Lopez                                                       | 6266                                                                  | 10,9                                                                  |
|                                                                       | Républicain                                                           | Victor Avila                                                          | 3181                                                                  | 5,5                                                                   |

| Second Tour de la Primaire Républicaine de 2024 du 23e district congressionnel du Texas | Second Tour de la Primaire Républicaine de 2024 du 23e district congressionnel du Texas | Second Tour de la Primaire Républicaine de 2024 du 23e district congressionnel du Texas | Second Tour de la Primaire Républicaine de 2024 du 23e district congressionnel du Texas | Second Tour de la Primaire Républicaine de 2024 du 23e district congressionnel du Texas |
| --------------------------------------------------------------------------------------- | --------------------------------------------------------------------------------------- | --------------------------------------------------------------------------------------- | --------------------------------------------------------------------------------------- | --------------------------------------------------------------------------------------- |
| Parti                                                                                   | Parti                                                                                   | Candidat                                                                                | Votes                                                                                   | %                                                                                       |
|                                                                                         | Républicain                                                                             | Tony Gonzales (sortant)                                                                 | 15 023                                                                                  | 50,6                                                                                    |
|                                                                                         | Républicain                                                                             | Brandon Herrera                                                                         | 14 669                                                                                  | 49,4                                                                                    |

| Primaire Démocrate de 2024 du 23e district congressionnel du Texas | Primaire Démocrate de 2024 du 23e district congressionnel du Texas | Primaire Démocrate de 2024 du 23e district congressionnel du Texas | Primaire Démocrate de 2024 du 23e district congressionnel du Texas | Primaire Démocrate de 2024 du 23e district congressionnel du Texas |
| ------------------------------------------------------------------ | ------------------------------------------------------------------ | ------------------------------------------------------------------ | ------------------------------------------------------------------ | ------------------------------------------------------------------ |
| Parti                                                              | Parti                                                              | Candidat                                                           | Votes                                                              | %                                                                  |
|                                                                    | Démocrate                                                          | Santos Limon                                                       | 16 316                                                             | 58,5                                                               |
|                                                                    | Démocrate                                                          | Lee Bausinger                                                      | 11 577                                                             | 41,5                                                               |

| Élection de 2024 du 23e district congressionnel du Texas | Élection de 2024 du 23e district congressionnel du Texas | Élection de 2024 du 23e district congressionnel du Texas | Élection de 2024 du 23e district congressionnel du Texas | Élection de 2024 du 23e district congressionnel du Texas |
| -------------------------------------------------------- | -------------------------------------------------------- | -------------------------------------------------------- | -------------------------------------------------------- | -------------------------------------------------------- |
| Parti                                                    | Parti                                                    | Candidat                                                 | Votes                                                    | %                                                        |
|                                                          | Républicain                                              | Tony Gonzales (sortant)                                  | 180 720                                                  | 62,30                                                    |
|                                                          | Démocrate                                                | Santos Limon                                             | 109 373                                                  | 37,70                                                    |
| Total des votes                                          | Total des votes                                          | Total des votes                                          | 290 093                                                  | 100 %                                                    |
|                                                          | Les Républicains conservent                              |                                                          |                                                          |                                                          |